# سکه‌های آق قویونلو
سکه‌های آق قویونلو کتابی از جمال ترابی طباطبائی است که در سال ۱۳۵۶ منتشر و برندهٔ جایزه کتاب سال سلطنتی شد.